# Cábrea flutuante
Cábrea flutuante é um equipamento instalado sobre uma estrutura flutuante, utilizado em portos com o objetivo de manobrar, transportar, embarcar ou desembarcar cargas pesadas sem a necessidade de atracar o navio no cais. É composto de 3 esteios unidos no topo com roldana ou cadernal e cordas.